# Астаксантин
Астаксантин (лат. Astaxanthin) — каротиноид, имеющий по сравнению с бета-каротином два дополнительных атома кислорода на каждом из шестичленных колец, относящийся к группе  ксантофиллов. Наличие хромофорных групп (сопряжённых двойных связей и хиноидных группировок в кольцах) придаёт астаксантину насыщенный красный цвет. Зарегистрирован в качестве пищевой добавки Е161j.

## Нахождение в природе
Впервые астаксантин был выделен из омаров в 1938 году. Астаксантин присутствует в большинстве водных организмов, имеющих красную окраску, и был обнаружен в тканях различных рыб, креветок, птиц и растений. Красный цвет мяса лососёвых рыб обусловлен именно наличием в нём астаксантина. Содержание варьируется как между видами, так и между особями, поскольку оно сильно зависит от рациона питания и условий жизни. Астаксантин и другие химически родственные аста-каротиноиды также были обнаружены у ряда видов лишайников в арктической зоне.
Характерная окраска перьев фламинго, а также сетчатки перепелов обусловлена присутствием астаксантина.
Явление, известное как красный снег, также объясняется размножением водорослей, содержащих астаксантин.
Организм человека вырабатывать астаксантин не может.

## Источники астаксантина

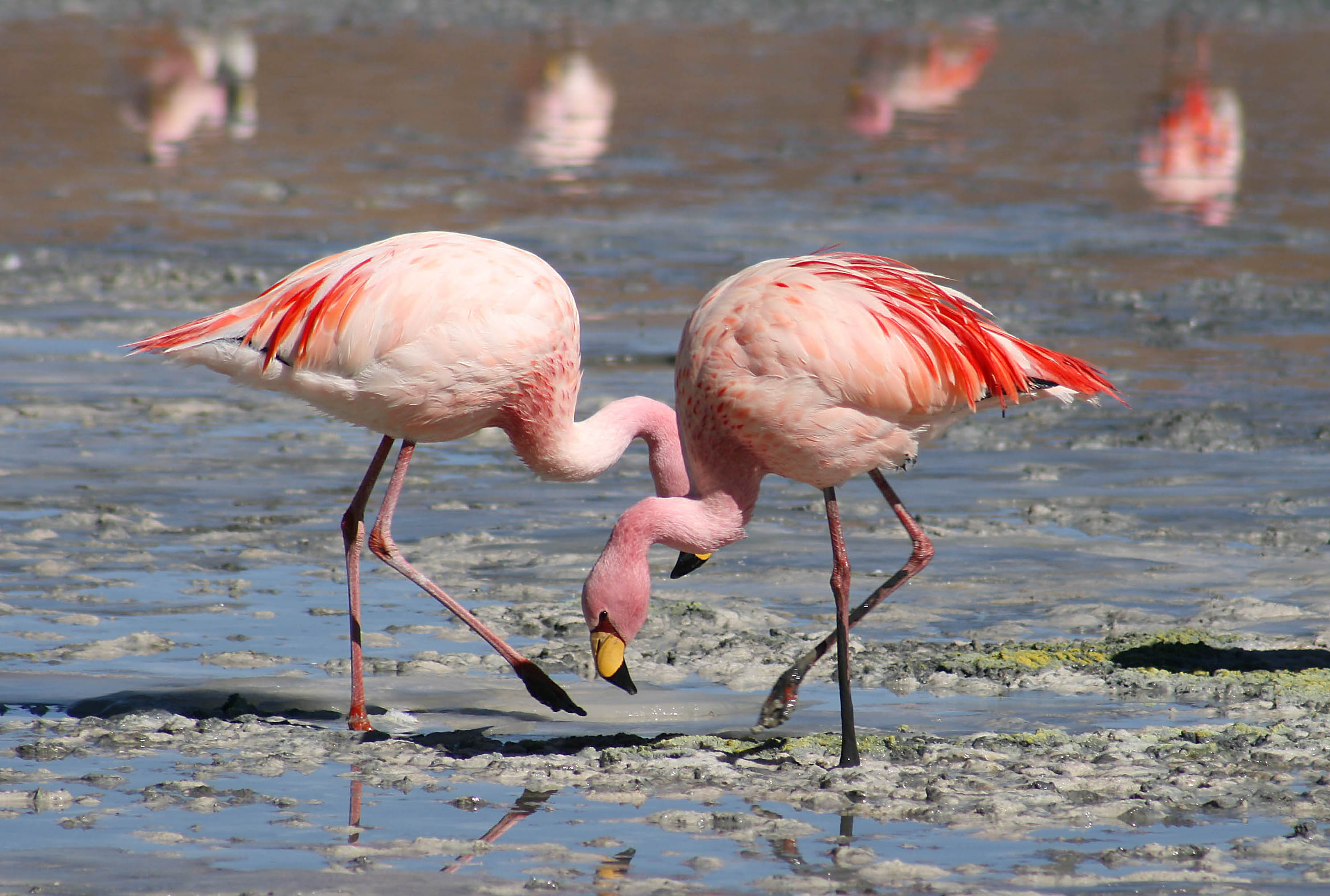
Характерная окраска перьев фламинго обусловлена присутствием астаксантина

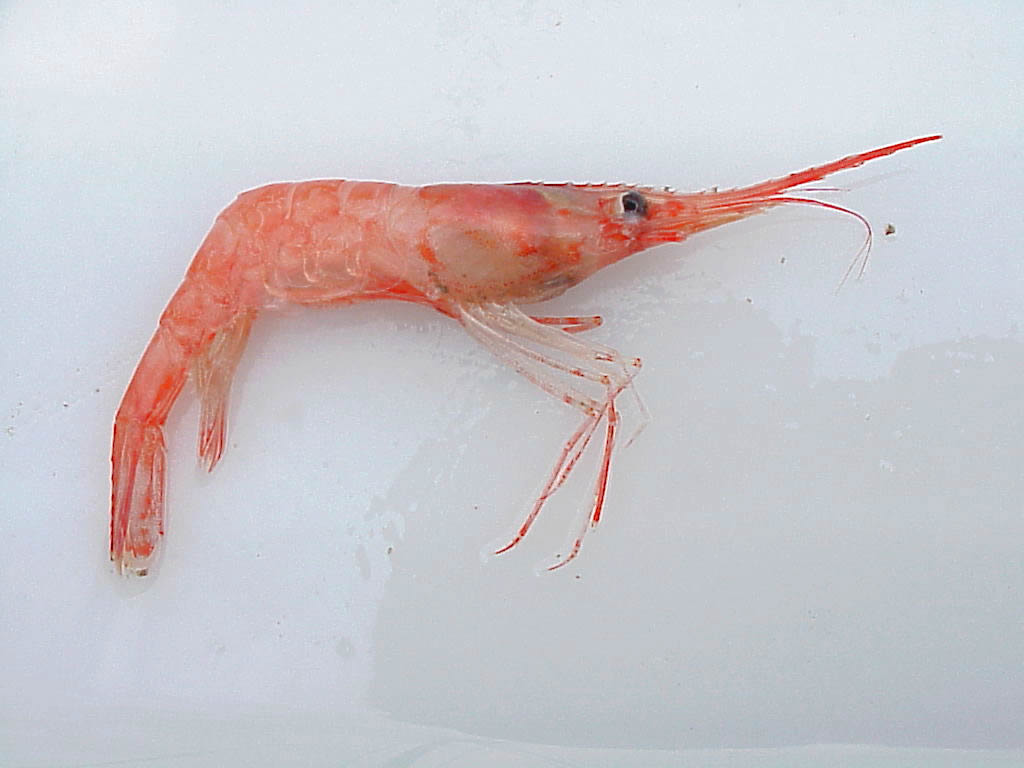
Панцирь и небольшие части тканей креветок окрашены в красный цвет благодаря астаксантину

## Химический синтез астаксантина

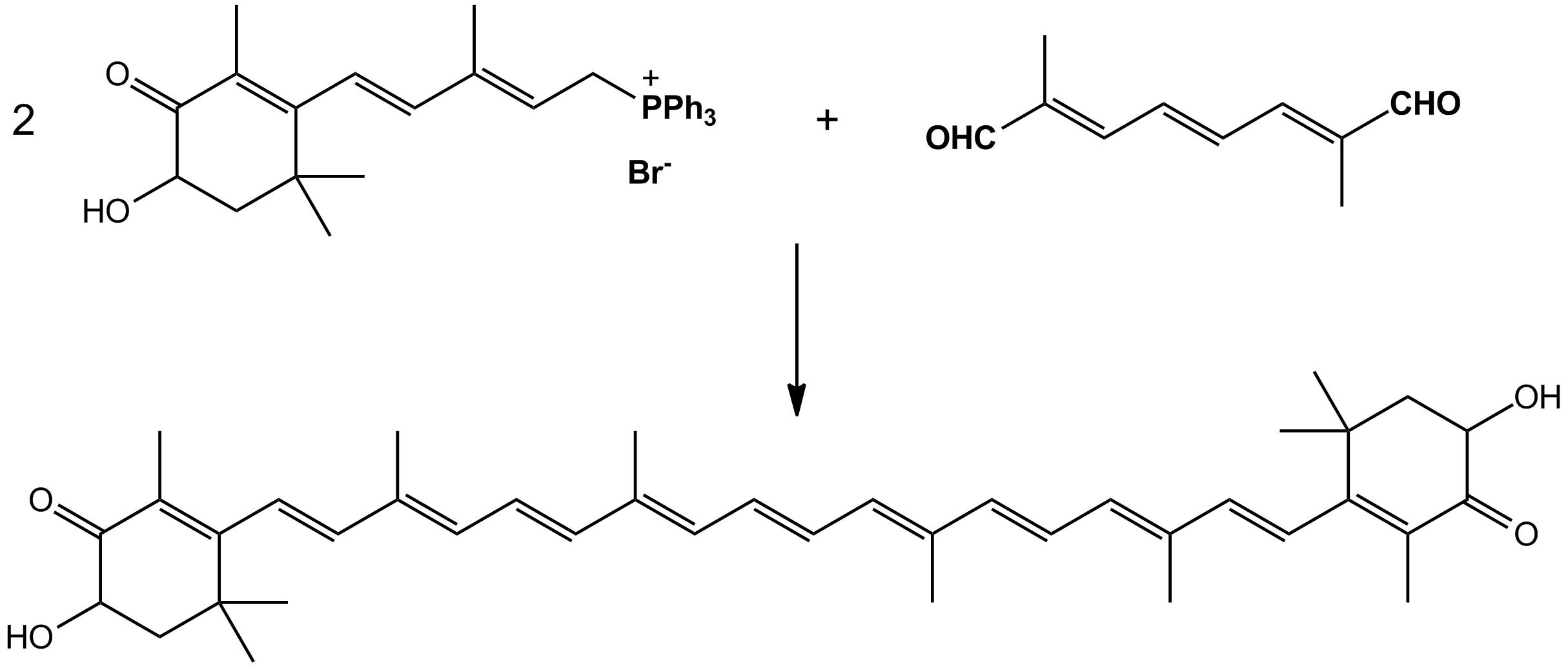
Синтез астаксантина по реакции Виттига